# محمد تقي اللواتي
محمد تقي اللواتي مواليد 12 سبتمبر 1985 في مسقط، سلطنة عمان، هو لاعب كرة قدم عماني يلعب مع نادي بوشر في دوري المحترفين العماني كمهاجم. مثّل منتخب سلطنة عمان لكرة القدم. بدأ محمد تقي اللواتي مسيرته الرياضية عام 2001 مع نادي المصنعة.

## روابط خارجية
- محمد تقي اللواتي على موقع الاتحاد الدولي (مؤرشف)  (الإنجليزية)
- محمد تقي اللواتي على موقع قاعدة بيانات كرة القدم.إي يو (الإنجليزية)
- محمد تقي اللواتي على موقع ناشيونال فوتبول تيمز (الإنجليزية)
- محمد تقي اللواتي على موقع Soccerway.com (الإنجليزية)
- محمد تقي اللواتي على موقع كووورة